# Gaujac, Gard
Gaujac là một xã trong tỉnh Gard thuộc vùng Occitanie, phía nam nước Pháp. Xã Gaujac, Gard nằm ở khu vực có độ cao trung bình mét trên mực nước biển.